# クーパー・カー・カンパニー
クーパー・カー・カンパニー（Cooper Car Company ）は、かつて存在したイギリスのレーシングカーコンストラクター。F1の1959年、1960年度コンストラクターズチャンピオン。F2、F3などの下部カテゴリーでも好成績を収めた。

## 歴史

### 創業
創業者のチャールズ・ニュートン・クーパー（Charles Newton Cooper ）は1893年10月14日に産まれた。父のチャールズ・レナード・クーパーは舞台俳優で、フランス語読みの「シャルル・レナール」を芸名とし「スイス・エクスプレス」一座の座長を務めていた。母も同じ一座の女優であった。
父親は跡を継がせようと考えていたが、本人は自動車に興味を持ち、名門ネイピア・アンド・サンで徒弟修行に入った。第一次世界大戦に志願兵として参加、戦争終結とともにサリーのサービトン、ユーエルロードに店「クーパーズ・ガレージ」を構え、軍から放出されたモーターサイクルの修理を手がけた。その後花形レーシングドライバーだったケイ・ドンと知遇を得て、1934年までそのレーサーの整備を請け負った。
ジョン・ニュートン・クーパーはチャールズ・ニュートン・クーパーの長男として1923年7月17日に産まれた。ガレージを遊び場とし、運転免許を取るはるか前からバイクを乗り回し、自然に自動車好きになっていた。ホーカーの系列会社で徒弟修行をし、父親とは別にホービトンにて工作機器の店を開いた。第二次世界大戦中は海軍工廠で徴用時代を経て空軍勤務に回されたが転属2ヶ月で終戦を迎えた。
1946年、チャールズ・ニュートン・クーパーとジョン・ニュートン・クーパーは事業を統一し、ボクスホールとフォードのディーラーの共同経営に乗り出した。そこでジョンの親友であったエリック・ブランドンの示唆を受け、500ccレーシングカーの製作を始めた。

### クーパー500
チャールズ・ニュートン・クーパーにはすでに手製小型スペシャルの製造経験があり、1946年6月下旬に作り始めて5週間で第1号車が完成した。
1946年7月28日に最初のレースとなるプレスコット・ヒルクライムに参加し惨めな結果に終わったが、初期トラブルが解消するに連れてコースにより当時の2Lクラスに比肩する驚異的なタイムをマークするようになった。この性能に対する反響は大きく、爆発的な売り上げを見せた。
この注文に応じるため1947年10月に「クーパー・カーズ」を設立、同時に第1期市販車であるクーパー500Mk-II、12台ロットの設計製作に入った。
1948年5月9日、当時18歳であったスターリング・モスが彼にとって最初のレースとなったプレスコット・ヒルクライムにクーパー500Mk-IIで出場、クラス優勝した。この他クーパー500愛好者の中からはピーター・コリンズ、アイヴァ・ビュエブ、スチュワート・ルイス・エヴァンズ、ハリー・シェル、ニニアン・サンダーソンなど数々の第一級ドライバーが巣立った。
1950年にはF3マシンとしてFIAに承認されたが、あまりにもクーパー独占レースが多いためF3は1958年に廃止されてしまった。例えば1958年は全18レースで優勝し、12レースで表彰台を独占している。
当時特定のグランプリでは台数確保のため混走が許されており、このマシンはプライベーターの手によりF1初年度のモナコGPに参戦している。

### F1における活躍

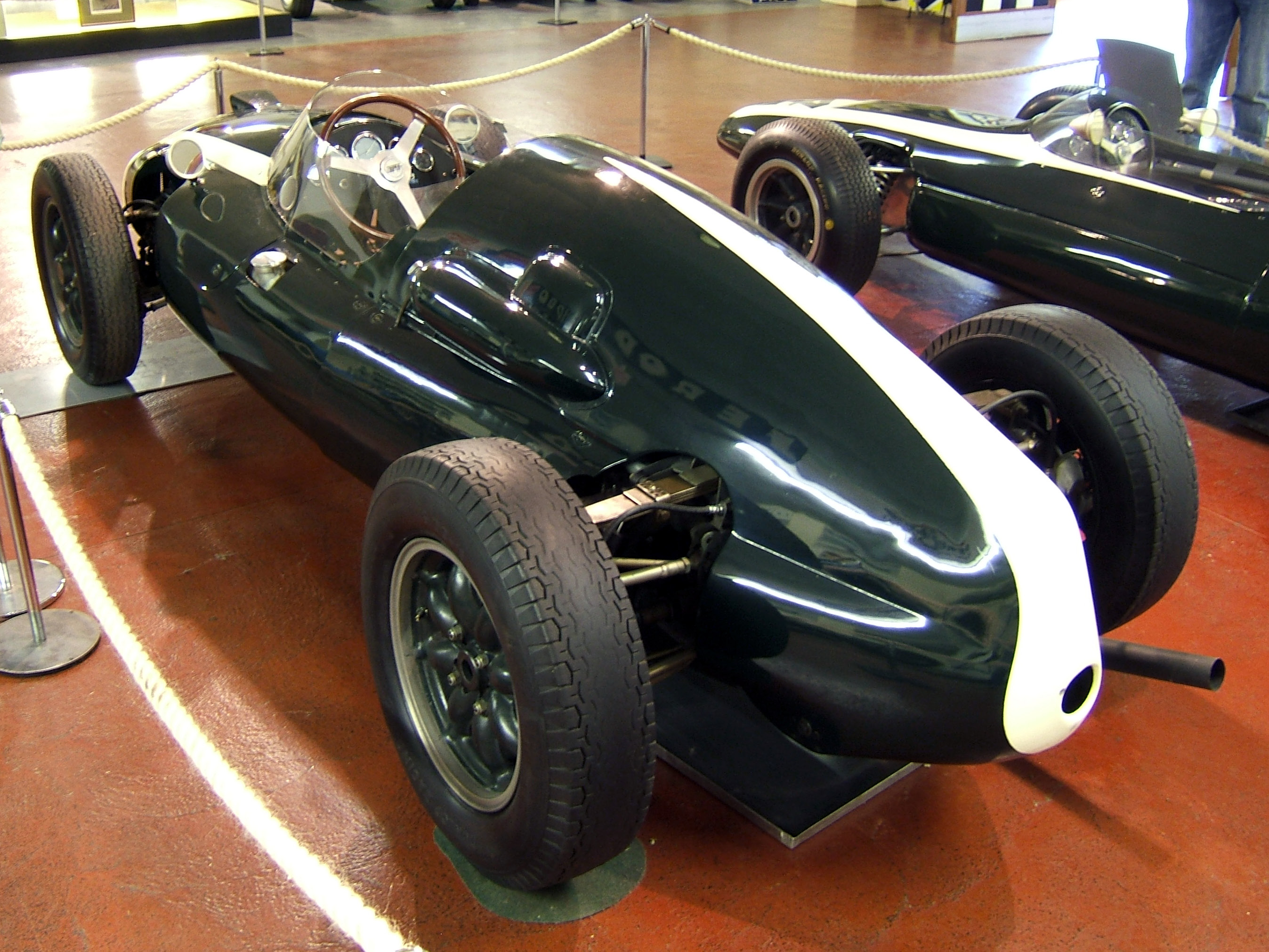
1959年のF1チャンピオンマシン、T51

クーパー・500に次いでブリストルBSエンジン搭載のF2マシンも人気を博し、F2規定下で行われた1952年、1953年のF1では多くのプライベーターに供給された。
ワークス・チームとしては、1955年のイギリスGPにプロトタイプレーシングカー改造マシンでスポット参戦（ドライバーはメカニック出身のジャック・ブラバム）。1957年より2,000ccのコヴェントリー・クライマックスエンジンを搭載したミッドシップマシンで本格参戦を始める。翌1958年の開幕戦アルゼンチンGPで、ロブ・ウォーカー・レーシングチームのモスがコンストラクターとしての初勝利を達成。これはF1史上、プライベーター・チームが記録した最初の勝利でもあった。1959年にはエンジンを2,500ccまでボアアップし、ワークス、プライベーター両チーム合わせて9戦中5勝を記録。コンストラクターズ選手権を初制覇し、ワークスチームのブラバムがドライバーズチャンピオンに輝いた。翌1960年もブラバムの5連勝を含む10戦中6勝を挙げ、両タイトルを連覇した。
クーパーの快進撃に衝撃を受けた他チームはこぞってミッドシップマシンを開発。チーム・ロータスらの台頭により、徐々にクーパーの優位は失われていく。ブラバムの独立後、ブルース・マクラーレンが新エースとなるも成績は下降。チャーリー・クーパーが死去し、息子ジョンも交通事故で負傷した後、1965年に会社はチップステッド・モーターグループへ売却される。クーパー名義での参戦は続き、1966年にマセラティエンジンを搭載してジョン・サーティース、ヨッヘン・リントらが好走。しかし再び戦力を落とし、1969年末にF1からの撤退を決めた。

### ミニ・クーパーの活躍
ミニ・クーパーの詳細についてはミニ (BMC)またはミニ (BMW)を参照。
クーパーは小型乗用車ミニの性能に目をつけ、BMCにスポーツモデルの販売を提案。チューンナップを手がけたミニ・クーパー、ミニ・クーパーSは1960年代のレース界を席巻した。伝統のラリー・モンテカルロでは、ランチアやポルシェら強豪を退け1964、1965、1967年の総合優勝を果たした。1966年の優勝が認められれば4連覇だったが、この時はライトの規定違反を問われ失格処分となった。
ミニの製造メーカーが合併・買収などで変化しても、ミニ・クーパーはスポーツモデルとして継承されている。
ジョン・クーパーはチューンナップガレージを経営する傍ら、これらの開発アドバイザーも務めていた。クーパーワークスのシンボルであるブリティッシュグリーンに白いストライプのカラーリング（画像参照）は、市販モデルでも人気カラーのひとつになっている。

## クーパーの功績

### ミッドシップ革命
1930年代のアウトウニオンPワーゲンがミッドシップ方式で成功した例があるものの、フォーミュラカーのエンジンレイアウトは1950年代も依然フロントエンジン・リヤドライブ（FR）方式が主流を占めていた。しかしF1におけるクーパーの活躍により、地殻変動のごとくミッドシップ化が進行することになる。クーパーのマシンは小型でエンジンも非力だったが、ミッドシップ特有の軽快なコーナリング性能を発揮し、フェラーリらのFRマシンを時代遅れなものにした。クーパーは1951年のインディ500にも挑戦し、大排気量車を相手に9位と健闘。その後ロータスの優勝もあり、アメリカのオープンホイールカーレースでもミッドシップ化が進むことになる。
ただし、最初にクーパー・500でミッドシップ方式を採ったのは「オートバイエンジンのチェーン駆動に適している」という現実的な理由であった。クーパーの設計思想はむしろ保守的・職人的であり、モノコックシャシーなど革新的な技術を打ちだすロータスに対しては、安全性を考慮し直ちに追随しなかった。

### コンストラクターのモデル
従来のF1参戦マシンは、フェラーリやメルセデス・ベンツなどの自動車メーカーがシャーシとエンジンをセットで開発するのが一般的であった。これに対し、非メーカー系チームのクーパーはシャーシのみを設計し、量販エンジンを搭載するというコンストラクター（車体製造者）の立場で頂点を極めた。下町の小さなガレージの裏庭でマシンを組み立てるため「バックヤードビルダー」と呼ばれたこのスタイルを手本に、1960年代から1970年代にかけて続々と英国系コンストラクターが誕生し、F1に参戦することになる。

### 人材輩出
クーパーは1960年代末に消滅したが、所属ドライバーが独立して創設したブラバムやマクラーレンは、後に名門チームへと成長する。ドライバー以外でも、クーパーのF2チームを指揮し、一時期F1チームの監督代行も務めていたケン・ティレルが独立してティレルを興した。マクラーレンの総帥ロン・デニスも、もとはクーパーのメカニックとしてレース界に入った人物である。

## 変遷表
| 年     | エントリー名 | 車体型番       | タイヤ | エンジン                                                     | ドライバー | ランキング | ポイント | 優勝数 |
| ------ | --- | -------------- | ------ | ------------------------------------------------------------ | --- | ---------- | -------- | ------ |
| 1950年 | *ホーシェル・レーシング・コーポレーション (T12) | -              | -      | *JAP (1.1L L2)                                               | - | -*         | -*       | 0      |
| 1952年 | *L.D. ホーソーン (T20) *AHM ブライド (T20) *エキュリー・リッチモンド (T20) *エキュリー・エコッセ (T20) | -              | -      | *ブリストル BS1 (2.0L L6)                                    | *マイク・ホーソーン （L.D. ホーソーン） | -*         | -*       | 0      |
| 1953年 | クーパー・カー・カンパニー *R.J. チェース (T23) *エキップ・アングレーズ (T23) *ケン・ウォートン (T23) *ボブ・ジェラード (T23) *ロドニー・ナッキー (T23) *エキュリー・エコッセ (T20) *トニー・クルック (T20) | T20 T23        | D      | ブリストル BS1 (2.0L L6)                                     | アラン・ブラウン ジョン・バーバー アドルフォ・シュウェルム・クルス | -*         | -*       | 0      |
| 1953年 | クーパー・カー・カンパニー *アトランティック・ステーブル (T24) | スペシャル T24 | D      | アルタ F2 (2.0L L4)                                          | スターリング・モス | -*         | -*       | 0      |
| 1954年 | *ボブ・ジェラード (T23) *グールズ・ガレージ (T23) *エキュリー・リッチモンド (T23) *R.J. チェース (T23) | -              | -      | *ブリストル BS1 (2.0L L6)                                    | - | -*         | -*       | 0      |
| 1954年 | *ピーター・ホワイトヘッド (T24) | -              | -      | アルタ GP (2.5L L4)                                          | - | -*         | -*       | 0      |
| 1955年 | クーパー・カー・カンパニー | T40            | D      | ブリストル BS1 (2.0L L6)                                     | ジャック・ブラバム | -*         | -*       | 0      |
| 1956年 | *ボブ・ジェラード (T23) | -              | -      | ブリストル BS1 (2.0L L6)                                     | - | -*         | -*       | 0      |
| 1957年 | クーパー・カー・カンパニー *R.R.C. ウォーカー・レーシングチーム (T43) *ブライアン・ネイラー (T43) *リッジウェイ・マネージメンツ (T41, T43) *ディック・ギブソン (T43) | T43            | A D    | クライマックス FPF (2.0L L4) (1.5L L4)                       | ロイ・サルヴァドーリ ジャック・ブラバム レス・レストン マイク・マクドウェル | -*         | -*       | 0      |
| 1957年 | *ボブ・ジェラード (T44) | T43            | A D    | ブリストル BS2 (2.2L L6)                                     | - | -*         | -*       | 0      |
| 1958年 | クーパー・カー・カンパニー *R.R.C. ウォーカー・レーシングチーム (T43, T45) *ハイ・エフィシエンシー・モータース (T43) *トニー・マーシュ (T45) *ディック・ギブソン (T43) *エキュリー・エペロン・ドール (T43) *J.B. ネイラー (T45) *スクーデリア・セントロ・スッド (T43) *ロベール・ラ・カズ (T45) *アンドレ・ゲルフィ (T45) *ブリティッシュ・レーシング・パートナーシップ (T45) | T45 T44        | D      | クライマックス FPF (2.0L L4) (1.5L L4)                       | ロイ・サルヴァドーリ ジャック・ブラバム イアン・バージェス ジャック・フェアーマン ブルース・マクラーレン *スターリング・モス （ロブ・ウォーカー） *モーリス・トランティニアン （ロブ・ウォーカー） | 3位        | 31       | 2      |
| 1959年 | クーパー・カー・カンパニー *R.R.C. ウォーカー・レーシングチーム (T51) *ハイ・エフィシエンシー・モータース (T45) *テイラー＝クロウリー・レーシングチーム (T51) *ユナイテッド・レーシング・ステーブル (T51) *エキュリー・ブルー (T51) *エキップ・ナツィオナーレ・ベルゲ (T51) *ジャン・ルシアンボネ (T45) *ブリティッシュ・レーシング・パートナーシップ (T51) *R.H.H. パーネル (T51, T45) *アラン・ブラウン・エキップ (T45) *エース・ガレージ＝ロザラム (T51) *ギルビー・エンジニアリング (T45) | T51            | D      | クライマックス FPF (2.5L L4) *(1.5L L4)                      | ジャック・ブラバム ブルース・マクラーレン マステン・グレゴリー ジョルジオ・スカルラッティ *スターリング・モス （ロブ・ウォーカー） *モーリス・トランティニアン （ロブ・ウォーカー）                | 1位        | 40 (53)  | 5      |
| 1959年 | *ハイ・エフィシエンシー・モータース (T45) *スクーデリア・セントロ・スッド (T51) | T51            | D      | *マセラティ 250S (2.5L L6)                                   | - | NC         | 0        | 0      |
| 1959年 | *オスカ・オートモビリ (T43) | T51            | D      | *オスカ (2.0L L6)                                            | - | NC         | 0        | 0      |
| 1959年 | *ブリティッシュ・レーシング・パートナーシップ (T51) | T51            | D      | *ボルクヴァルト 1500 RS (1.5L L6)                            | - | NC         | 0        | 0      |
| 1960年 | クーパー・カー・カンパニー *ヨーマン・クレジット・レーシングチーム（BRP） (T51) *フレッド・トラック・カーズ (T51) *エキップ・ナツィオナーレ・ベルゲ (T45) *R.R.C. ウォーカー・レーシングチーム (T51) *ハイ・エフィシエンシー・モータース (T51) *C.T. アトキンス (T51) *エキュリー・ブルー (T51) *アーサー・オーウェン (T45) *エキュリー・マールスベルゲン (T51) *スクーデリア・コロニア (T43) *ヴォルフガング・ザイデル (T45) *エキップ・プリドー / ディック・ギブソン (T43)                  | T51 T53        | D      | クライマックス FPF (2.5L L4) *(2.2L L4) *(1.5L L4)           | ジャック・ブラバム ブルース・マクラーレン チャック・デイ ロン・フロックハート | 1位        | 48 (58)  | 6      |
| 1960年 | *スクーデリア・セントロ・スッド (T51) *ギルビー・エンジニアリング (T45) | T51 T53        | D      | *マセラティ 250S (2.5L L6)                                   | *カルロス・メンディテギー （セントロ・スッド） | 5位        | 3        | 0      |
| 1960年 | *スクーデリア・エウジェニオ・カステロッティ (T51) | T51 T53        | D      | *カステロッティ (2.5L L4)                                    | *ジュリオ・ガビアンカ （カステロッティ） | 6位        | 3        | 0      |
| 1960年 | *フレッド・アームブラスター (T45) | T51 T53        | D      | *フェラーリ 107 (2.5L L4)                                    | - | NC         | 0        | 0      |
| 1961年 | クーパー・カー・カンパニー *ヨーマン・クレジット・レーシングチーム （レグ・パーネル） (T53) *カモラーディ・インターナショナル (T53) *H&L モータース (T53) *ベルナール・コローム (T53) *フレッド・トラック・カーズ (T45) *ジョン・M・ワイアット三世 (T53) *ハップ・シャープ (T53) *モモ・コーポレーション (T53) | T55 T58        | D      | クライマックス FPF (1.5L L4) クライマックス FWMV (1.5L V8)   | ジャック・ブラバム ブルース・マクラーレン *ジョン・サーティース （レグ・パーネル） *ロイ・サルヴァドーリ （レグ・パーネル） *ジャッキー・ルイス （H&L モータース）                                 | 4位        | 14 (18)  | 0      |
| 1961年 | *スクーデリア・セレニッシマ (T51) *スクーデリア・セントロ・スッド (T51, T53) *ペスカーラ・レーシング・チーム (T45) | T55 T58        | D      | *マセラティ 6-1500 (1.5L L4)                                 | - | NC         | 0        | 0      |
| 1962年 | クーパー・カー・カンパニー *エキュリー・ギャロワーズ (T53) *アングロ＝アメリカン・エキップ (T59) *ベルナール・コローム (T53) *ハップ・シャープ (T53) *ジョン・ラヴ (T55) | T60 T55        | D      | クライマックス FWMV (1.5L V8) クライマックス FPF (1.5L L4)   | ブルース・マクラーレン トニー・マグス ティミー・メイヤー | 3位        | 29 (37)  | 1      |
| 1962年 | *マイク・ハリス (T53) | T60 T55        | D      | *アルファロメオ ジュリエッタ (1.5L L4)                       | - | NC         | 0        | 0      |
| 1963年 | クーパー・カー・カンパニー *R.R.C. ウォーカー・レーシングチーム (T60, T66) *フランク・ダッチナル (T51) *ジョン・ラヴ (T55) *スクーデリア・セントロ・スッド (T60) | T66            | D      | クライマックス FWMV (1.5L V8)                                | ブルース・マクラーレン トニー・マグス *ヨアキム・ボニエ （ロブ・ウォーカー） | 5位        | 25 (26)  | 0      |
| 1963年 | *スクーデリア・セントロ・スッド (T53) *スクーデリア・ルッピーニ (T51) | T66            | D      | *マセラティ 6-1500 (1.5L L4)                                 | - | NC         | 0        | 0      |
| 1964年 | クーパー・カー・カンパニー *R.R.C. ウォーカー・レーシングチーム (T66) *ファーブル・ユルバン (T60) | T73 T66        | D      | クライマックス FWMV (1.5L V8)                                | ブルース・マクラーレン フィル・ヒル *ヨアキム・ボニエ （ロブ・ウォーカー） | 5位        | 16       | 0      |
| 1964年 | *ボブ・ジェラード・レーシング (T73) | T73 T66        | D      | *フォード 109E (1.5L L4)                                     | - | NC         | 0        | 0      |
| 1965年 | クーパー・カー・カンパニー *ジョン・ラヴ (T55) *ボブ・ジェラード・レーシング (T60) | T77 T73        | D      | クライマックス FWMV (1.5L V8) *クライマックス FPF (1.5L L4)  | ブルース・マクラーレン ヨッヘン・リント | 5位        | 14       | 0      |
| 1965年 | *ボブ・ジェラード・レーシング (T73) *トレヴァー・ブロクダイク (T59) | T77 T73        | D      | *フォード 109E (1.5L L4)                                     | - | NC         | 0        | 0      |
| 1966年 | クーパー・カー・カンパニー *R.R.C. ウォーカー・レーシングチーム (T81) *ヨアキム・ボニエ・レーシングチーム (T81) *ギ・リジェ (T81) | T81            | D      | マセラティ 9/F1 (3.0L V12)                                   | ヨッヘン・リント リッチー・ギンサー ジョン・サーティース クリス・エイモン モイセス・ソラーナ *ジョー・シフェール （ロブ・ウォーカー） *ヨアキム・ボニエ （ヨアキム・ボニエ）                       | 3位        | 30 (35)  | 1      |
| 1966年 | *J.A. ピアース・エンジニアリング・リミテッド (T73) | T81            | D      | *フェラーリ 168 (3.0L V12)                                   | - | NC         | 0        | 0      |
| 1967年 | クーパー・カー・カンパニー *ロブ・ウォーカー / ジャック・ダーラッシャー・レーシングチーム (T81) *ヨアキム・ボニエ・レーシングチーム (T81) *ギ・リジェ (T81) | T81 T81B T86   | F      | マセラティ 9/F1, 10/F1 (3.0L V12)                            | ヨッヘン・リント ペドロ・ロドリゲス アラン・リース リチャード・アトウッド ジャッキー・イクス *ジョー・シフェール （ロブ・ウォーカー） *ヨアキム・ボニエ （ヨアキム・ボニエ）                       | 3位        | 28       | 1      |
| 1967年 | *ジョン・ラヴ (T79) *トム・ジョーンズ (T82) | T81 T81B T86   | F      | *クライマックス FPF (2.8L L4) *クライマックス FWMV (2.0L V8) | *ジョン・ラヴ （ジョン・ラヴ） | 9位        | 6        | 0      |
| 1967年 | *シャルル・ホーゲル・レーシング (T77) | T81 T81B T86   | F      | *ATS (2.7L V8)                                               | - | NC         | 0        | 0      |
| 1968年 | クーパー・カー・カンパニー *ロブ・ウォーカー / ジャック・ダーラッシャー・レーシングチーム (T81) *ヨアキム・ボニエ・レーシングチーム (T81) | T81B T86       | F      | マセラティ 10/F1 (3.0L V12) *マセラティ 9/F1 (3.0L V12)      | ブライアン・レッドマン ルドヴィコ・スカルフィオッティ | NC         | 0        | 0      |
| 1968年 | クーパー・カー・カンパニー | T86B           | F      | BRM P142 (3.0L V12)                                          | ブライアン・レッドマン ルドヴィコ・スカルフィオッティ ルシアン・ビアンキ ビック・エルフォード ジョニー・セルボ＝ギャバン ロビン・ウィドウズ                                                        | 7位        | 14       | 0      |
| 1968年 | *ジョン・ラヴ (T79) | T86B           | F      | *クライマックス FPF (2.8L L4)                                | - | NC         | 0        | 0      |
| 1969年 | *アンティーク・オートモビルズ (T86B) | -              | -      | *マセラティ 10/F1 (3.0L V12)                                 | - | NC         | 0        | 0      |

追記
- 枝がついているカスタマーチーム（個人によるエントリーも含む。以下同じ）に車体を供給（括弧内に供給した車体の型番を記載）
- 車体型番欄及びタイヤ欄はワークスチーム（クーパー・カー・カンパニー）が参戦した年のみ記載
- 枝がついているエンジン（エンジン仕様のみも含む）はカスタマーチームのみ使用
- ドライバー欄はワークスチームに所属していたドライバーは全員掲載
  - 枝がついているドライバーはカスタマーチームから参戦（ポイント獲得者のみ対象。括弧内に参戦したチーム名を記載）
  - 太字になっているドライバーはその年のドライバーズタイトル獲得者
- * - コンストラクターズタイトルは1958年から制定された。このため、コンストラクターとしてのポイントやランキングは存在しない。
- 優勝数の太字はその年の最多勝利